# 罗凯塔内尔维纳
罗凯塔内尔维纳（義大利語：Rocchetta Nervina），是意大利因佩里亚省的一个市镇。总面积15.04平方公里，人口268人，人口密度17.8人/平方公里（2009年）。ISTAT代码为008051。